# Hans Nickel (Ruderer)
Hans Joachim Otto Nickel (* 22. Oktober 1907 in Friedenau bei Berlin; † 14. Februar 1946 in der Sowjetunion) war ein deutscher Ruderer.

## Biografie
Hans Nickel gewann zusammen mit Karl Golzo, Karl Hoffmann, Werner Kleine und Steuermann Alfred Krohn die Goldmedaille im Vierer mit Steuermann beim Deutschen Meisterschaftsrudern 1928. Mit der gleichen Besatzung trat das Boot des Berliner RC Sturmvogel bei den Olympischen Sommerspielen 1928 in Amsterdam an, wo es im Achtelfinale ausschied.